# Ophiomyia lucidella
Ophiomyia lucidella este o specie de muște din genul Ophiomyia, familia Agromyzidae, descrisă de Spencer în anul 1977. Conform Catalogue of Life specia Ophiomyia lucidella nu are subspecii cunoscute.